# Lingua yurok
La Lingua yurok (anche chiamata Chillula, Mita, Pekwan, Rikwa, Sugon, Weitspek, Weitspekan) appartiene alla famiglia linguistica delle Lingue algiche. È il linguaggio tradizionale della popolazione Yurok stanziate nella parte settentrionale della costa della California. L'etnia, composta da circa 4 000 persone parla oggi in prevalenza inglese, per cui la lingua etnica è a fortissimo rischio d'estinzione. Ethnologue riporta una stima di 12 locutori, mentre alcune decine di persone capiscono la lingua e la sanno parlare parzialmente, ma nessuno di essi ha meno di 50 anni. Secondo alcuni sarebbe già estinta in quanto nel 2013 sarebbe morto l'ultimo locutore.

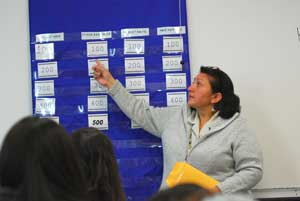
Un corso di lingua Yurok

Dal 2012 si sono intraprese azioni per cercare di rivitalizzare la lingua, ad esempio, introducendo dei corsi di Yurok nelle scuole superiori.
Il testo di riferimento per la lingua è la grammatica stilata da R. H. Robins, del 1958.

## Storia
Il declino dello Yurok inizia durante la Corsa all'oro californiana, a causa dell'afflusso dei nuovi pionieri e dalle malattie che avevano portato con sé.  Le scuole aperte dal governo degli Stati Uniti con l'intento di integrare le popolazioni indigene dell'America nella società statunitense ha aumentato la velocità di declino della lingua.

## Sintassi di base
La forma più comune di frase consiste della forma: Nominale + Verbale. Infatti anche frasi che sembrano avere struttura più complessa possono essere riportate a questa struttura.
Esempi:
```
    nek   helomey-           ek
    Io    danzando      (I^ persona)
    Io sto danzando
```

```
    pu:k   roʔop'
    cervo  correre
    Il cervo sta correndo
```

Le frasi possono anche essere costituite da due nominali o gruppi nominali:
```
    wok             ne-let
    (III^ persona)  (I^ persona, possessivo)-sorella
    Questa è mia sorella
```

```
    woʔot          ku   tmi:gomin
   (III^ persona)  art.  Cacciatore
    Lui è un cacciatore
```

Le frasi possono essere composte da uno o più verbali senza nominali espliciti.
```
    tmo:l-ok'
    sparare-(I^ persona)
    Sto sparando
```

```
    hoʔop'-es
    Fare un fuoco-(II^ persona)
    Fai un fuoco!
```

Frasi complesse possono essere create con principi analoghi, ma con verbali espansi o nominali, o verbali e/o nominali collegati dai coordinatori.
L'ordine delle parole è spesso usato per distinguere tra soggetto e complemento oggetto.
```
    ku pegək noʔp'eʔn mewiɬ
    l' uomo  cacciare alce
    L'uomo caccia l'alce.
```

Tuttavia, se le inflessioni morfologiche sono sufficientemente inequivocabili, non è necessario mantenere un rigoroso ordine delle parole.
```
    nekac new-             ohpeʔn         ku   wencokws
    (I^ persona) guardare- (III^ persona) art. donna
    la donna mi guarda.
```

Nelle frasi composte da soggetto e verbo, i due sono spesso intercambiabili
```
    helom-eʔy              ku   pegək    o  ku pegək helom  -eʔy
    danzare-(III^ persona) art. uomo     o art. uomo danzare-(III^ persona).
    L'uomo danza.
```